# فلیکس د لوس هوس
فلیکس د لوس هوس (انگلیسی: Félix de los Heros; ۲۱ ژانویهٔ ۱۹۱۰ – مارس ۱۹۸۴ (aged 74)) بازیکن فوتبال اهل اسپانیا بود.
از باشگاه‌هایی که در آن بازی کرده‌است می‌توان به باشگاه فوتبال سویا و باشگاه فوتبال بارسلونا اشاره کرد.
وی همچنین در تیم ملی فوتبال باسک بازی کرده‌است.